# Аллегенувілл (Пенсільванія)
Аллегенувілл (англ. Alleghenyville) — переписна місцевість (CDP) в США, в окрузі Беркс штату Пенсільванія. Населення — 1015 осіб (2020).

## Географія
Аллегенувілл розташований за координатами 40°14′3″ пн. ш. 75°58′39″ зх. д. / 40.23417° пн. ш. 75.97750° зх. д. (40.234057, -75.977570).  За даними Бюро перепису населення США в 2010 році переписна місцевість мала площу 6,96 км², з яких 6,94 км² — суходіл та 0,02 км² — водойми.

## Демографія
Згідно з переписом 2010 року, у переписній місцевості мешкали 1134 особи в 375 домогосподарствах у складі 324 родин. Густота населення становила 163 особи/км².  Було 384 помешкання (55/км²).
Расовий склад населення:
| - 98,2 % — білих - 1,0 % — азіатів - 0,4 % — чорних або афроамериканців |

До двох чи більше рас належало 0,3 %. Частка іспаномовних становила 1,6 % від усіх жителів.
За віковим діапазоном населення розподілялося таким чином: 26,9 % — особи молодші 18 років, 62,4 % — особи у віці 18—64 років, 10,7 % — особи у віці 65 років та старші. Медіана віку мешканця становила 41,7 року. На 100 осіб жіночої статі у переписній місцевості припадало 108,8 чоловіків;  на 100 жінок у віці від 18 років та старших — 105,2 чоловіків також старших 18 років.
Середній дохід на одне домашнє господарство  становив 108 952 долари США (медіана — 83 795), а середній дохід на одну сім'ю — 117 503 долари (медіана — 100 880). Медіана доходів становила 63 068 доларів для чоловіків та 55 985 доларів для жінок. За межею бідності перебувало 3,4 % осіб, у тому числі 3,4 % дітей у віці до 18 років та 0,0 % осіб у віці 65 років та старших.
Цивільне працевлаштоване населення становило 567 осіб. Основні галузі зайнятості: виробництво — 20,1 %, освіта, охорона здоров'я та соціальна допомога — 19,6 %, науковці, спеціалісти, менеджери — 16,6 %.